# Theophilus Lindsey

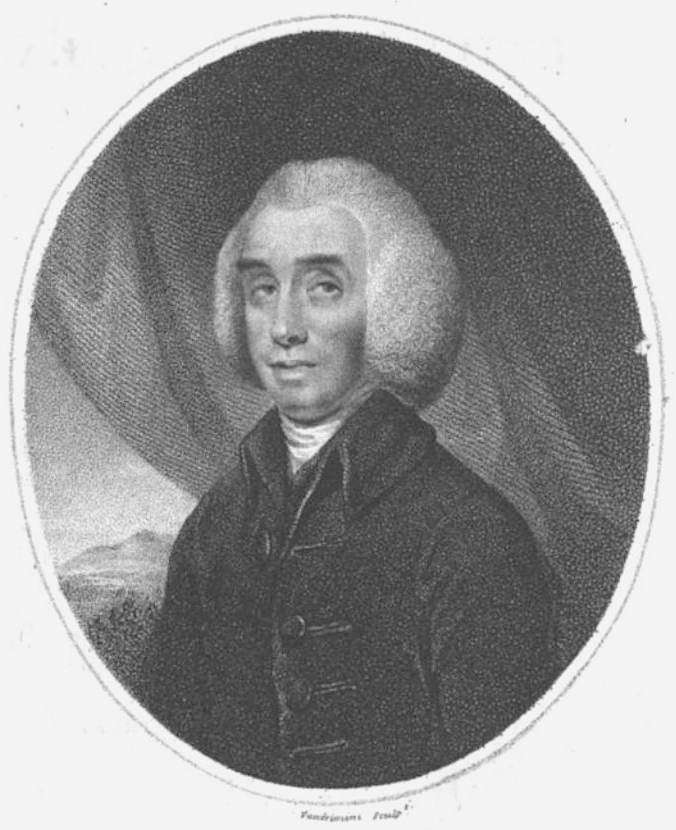
Theophilus Lindsey

Theophilus Lindsey (20 juni (Oude Stijl) of 1 juli (Nieuwe Stijl) 1723 - 3 november 1808) was een Brits theoloog en predikant, die de eerste openlijk unitaristische gemeente in het Verenigd Koninkrijk oprichtte, de "Essex Street Chapel".

## Leven en werk
Lindsey werd in 1723 in Middlewich in het graafschap Cheshire geboren. Hij studeerde theologie aan het St John's College van de Universiteit van Cambridge. In de jaren 1754 tot 1756 was hij mentor en begeleider van de jonge hertog van Northumberland op een reis over het Europese continent. Toen hij predikant was in Puddletown leerde hij de dissidenten Thomas Hollis en William Harris kennen. In 1760 trouwde hij met Hannah Elsworth (1740–1812), de stiefdochter van Francis Blackburne, eveneens een theoloog. Het paar kreeg geen kinderen. In 1763 verhuisde hij naar Catterick in Yorkshire, waar hij rond 1764 een van de eerste zondagsscholen in Engeland stichtte.

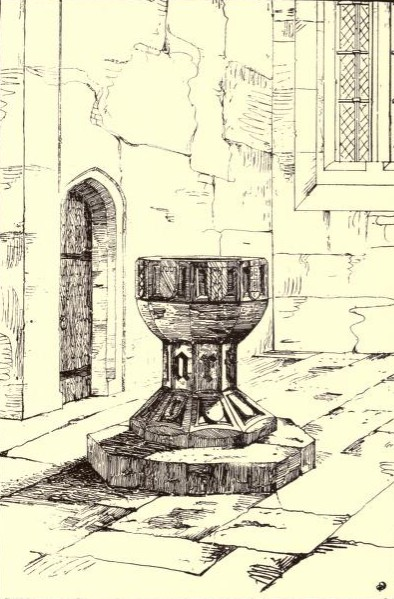
15e eeuw doopvont, Church of St Anne, Catterick

In deze periode hield hij zich al bezig met het antitrinitarisme. In 1771 wendde hij zich samen met onder andere Francis Blackburne en politiek hervormer John Jebb met een petitie aan het parlement. Daarin verzochten ze om studenten aan hogescholen en geestelijken van de Church of England vrij te stellen van ondertekening van de "negenendertig artikelen". Hierin werd de leer van de Anglicaanse kerk omschreven tegenover die van het rooms-katholicisme en het calvinisme. Niet-ondertekenen zou tot gevolg hebben dat ze de Bijbel als protestanten naar eigen inzicht mochten uitleggen. De petitie, die 250 keer werd ondertekend, werd in februari 1772 door het parlement echter niet aangenomen. Teleurgesteld hierover gaf Lindsey in 1773 zijn ambt als vicaris van de anglicaanse kerk op.
Lindsey ging openlijk het unitarisme aanhangen en begon in april 1774 met ondersteuning van Joseph Priestley en Richard Price de eerste unitaristische kerkdiensten in de Londense Essex Street Chapel te houden. Deze bijeenkomsten werden de kiem van het Engelse unitarisme. De Essex Street Chapel is nog steeds in bezit van de Engelse unitariërs. Lindsey leidde de jonge unitaristische gemeente tot 1793, toen John Disney, die ook de gevestigde Anglicaanse kerk had verlaten, hem opvolgde. Lindsey en John Disney waren in 1783 betrokken bij de oprichting van de unitaristische Society for Promoting the Knowledge of the Scriptures.
Lindsey hielp door zijn correspondentie met Tomos Glyn Cothi het unitarisme ook in Wales te verspreiden. De kantoren van de beweging, eerst de British and Foreign Unitarian Association en daarna de General Assembly of Unitarian and Free Christian Churches, werden in Essex Street gevestigd.

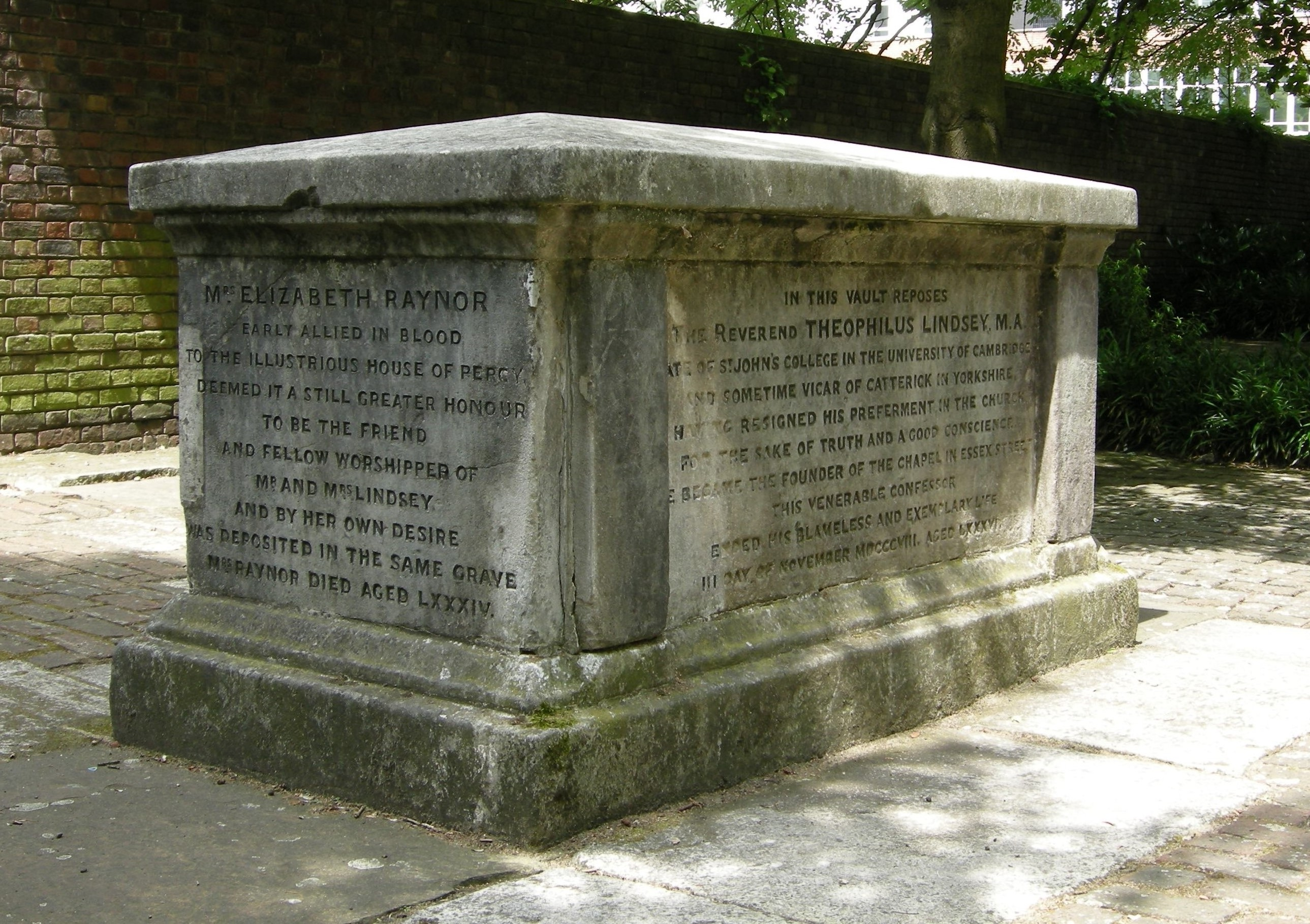
Graftombe van Theophilus Lindsey († 1808), Elizabeth Rayner († 1800) en Thomas Belsham († 1829) op de begraafplaats Bunhill Fields

In 1800 ontving hij een aanzienlijk legaat van Elizabeth Rayner, een welgesteld lid van zijn gemeente. Hierdoor kon hij zijn laatste jaren comfortabel doorbrengen. Hij overleed thuis in Essex Street op 3 november 1808, en werd begraven op de begraafplaats van Bunhill Fields. Op verzoek van Elizabeth Rayner, die in 1800 overleed, werden haar resten in hetzelfde graf gelegd. In 1805 werd Thomas Belsham predikant aan de Essex Street. Hij schreef Lindseys biografie (gepubliceerd in 1812), en na zijn overlijden in 1829 werd hij in hetzelfde graf bijgezet. Twee banden met preken en gebeden van Lindsey werden in 1810 postuum gepubliceerd.
- Bibliothèque nationale de France: cb12189831x (data)
- Gemeinsame Normdatei: 13354219X
- International Standard Name Identifier: 0000 0001 2130 380X
- Library of Congress Control Number: n82145630
- Nationale Bibliotheek van Tsjechië: xx0273243
- Nationale Bibliotheek van Israël: 987007273740305171
- Nederlandse Thesaurus van Auteursnamen: 071991913
- SNAC: w6r80fs3
- Système universitaire de documentation: 126776415
- Virtual International Authority File: 44343576
- WorldCat: E39PBJr3qPqVt6KQc78GT874MP